# Robinighof
Der Robinighof ist ein 1648 errichtetes Barockschloss im Stadtteil Schallmoos von Salzburg (Robinigstraße 35).

## Geschichte
Der Robinighof wurde zuerst 1648, also kurz nach den ersten großen Entwässerungsmaßnahmen im Schallmoos, durch Erzbischof Paris Lodron genannt und kam in diesem Jahr – wie auch andere Höfe des Schallmooses – in das Eigentum des Salzburger Domkapitels. Er hieß zu diesem Zeitpunkt noch Kochhof. Bereits 1657 wurde er wieder an Bartlme Reiter zu Erbrecht verkauft. 1744 wurde dieser Hof von Georg Josef Robinig von Rottenfeld erworben und 1750 nach Plänen von Franz Anton Danreiter zu einem Rokokoschlösschen umgebaut. Der Hof liegt am östlichen Hauptentwässerungsgraben des Schallmooses, welcher heute als Lämmererbach bekannt ist. Danreiter war auch Hofgärtner und hatte an der Anlage des Mirabellgartens mitgewirkt, deshalb war es naheliegend, auch hier einen Park anzulegen. Im Inneren des Hauses ließ der Eisenhändler Robinig um 1785–1790 klassizistische Fresken anbringen.
In dem Haus war auch Wolfgang Amadeus Mozart, der mit den Kindern der Familie Robinig (Sigismund und Luise) befreundet war, oft zu Besuch. Sigmund Robinig (* 5. September 1787 Salzburg, † 10. März 1843 Salzburg) heiratete 1818 die Wirtstochter Anna Maria Freudens- oder Freudlsperger. Sigmunds Witwe (beider einziger Sohn war im Jahr seiner Geburt gestorben) lebte noch bis 1851 und vererbte das noch vorhandene Vermögen an einen gewissen Karl Buxbaum. 1885 erwarb Hermine Fahrner von dessen Witwe das Anwesen.

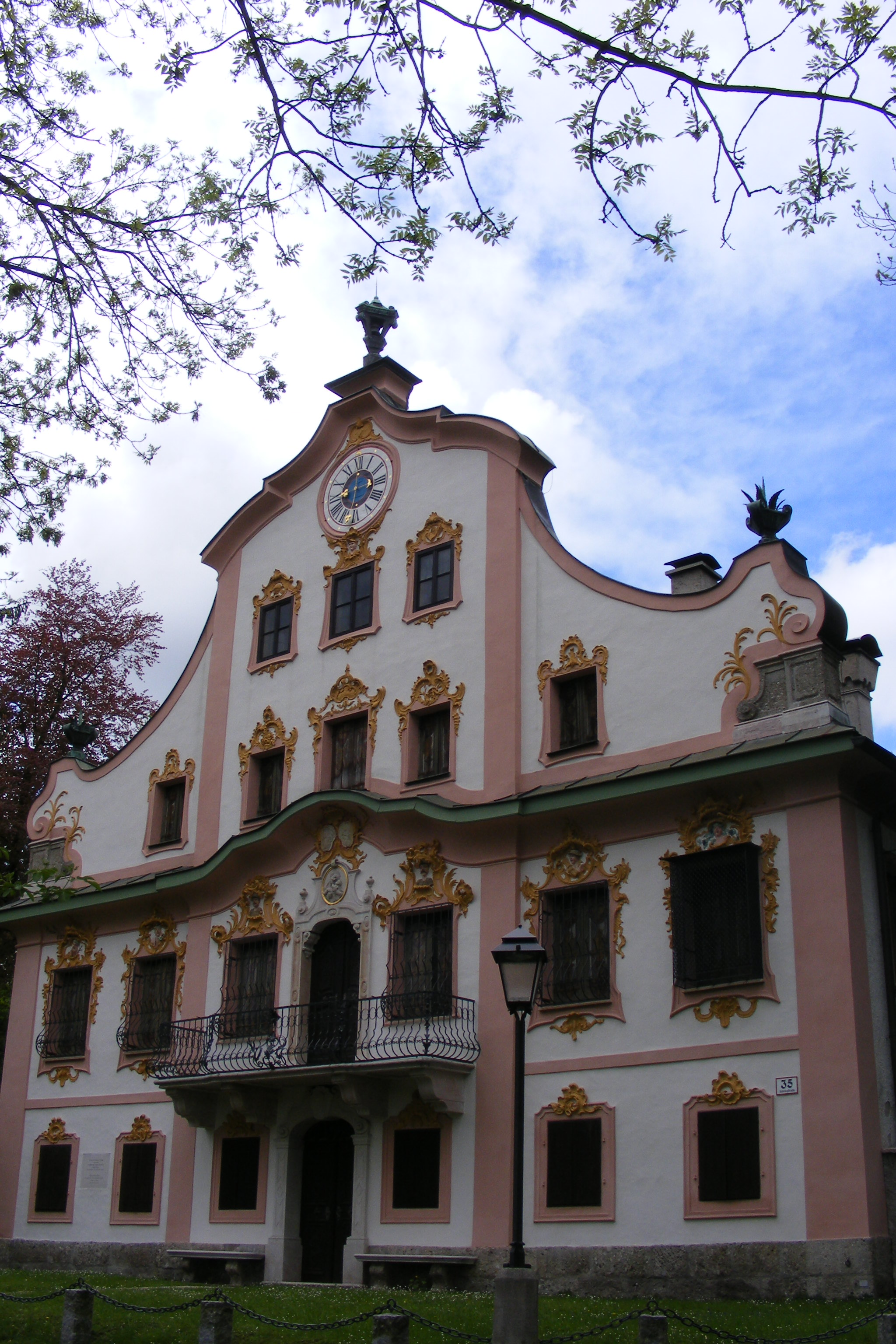
Robinighof vom Lämmererbach aus
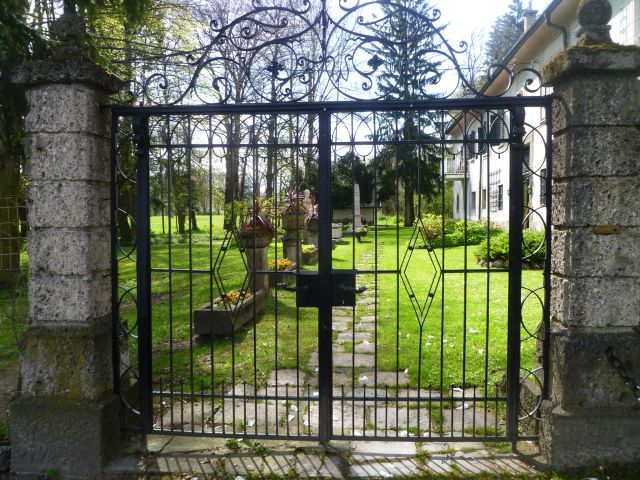
Robinighof: Eingangstor
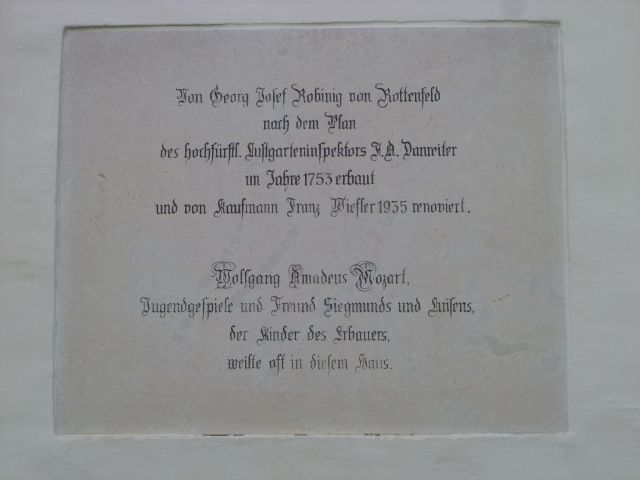
Gedenktafel auf dem Robinighof
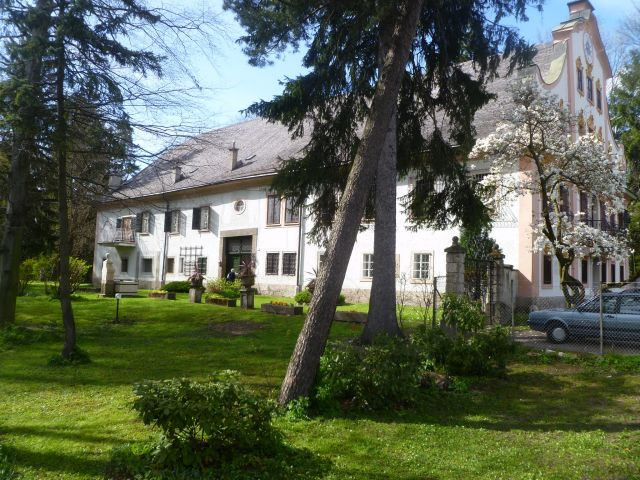
Seitenansicht des Robinighofs

## Robinighof heute
Das Schlösschen besitzt auch heute noch eine prächtige Rokokofassade. Die Seitenansicht zeigt einen wesentlich schlichteren Baukörper. Das Reliefmedaillon über dem Eingangsportal zeigt den heiligen Josef und darüber das Wappen der Robinig-Aniser. Das Anwesen wurde im Jahr 2007 vollständig restauriert. Vor dem Haus befindet sich auch ein erwähnenswerter spätklassizistischer Urnenbrunnen mit der Aufschrift „Errichtet von Maria v. Rubinich“. Der Brunnen ist mit einem Sockel und darauf platzierter Urne einfach gestaltet, wobei darauf verwiesen wurde, dass „die Urne eine Ästhetik (zeigt), wie sie denn auch dem einstigen Eisenhandel der Herren von Robinig entsprach“.
Der alte herrschaftliche Fahrweg von der Linzer Bundesstraße zum Schloss und weiter nach Lengfelden ist zumindest seit dem frühen 19. Jahrhundert auf der Seite zum Lämmererbach mit Bäumen bepflanzt. Ein kleiner Rest dieser einstigen Baumreihe bildet einen heutigen Geschützten Landschaftsteil. Der Geschützte Landschaftsteil Baumreihe beim Robinighof ist 0,2 ha groß und wurde 1991 unter Schutz gestellt.